# 横須賀市立久里浜小学校
横須賀市立久里浜小学校（よこすかしりつ くりはましょうがっこう）とは神奈川県横須賀市久里浜にある、公立小学校。

## 沿革
- 1873年（明治6年）6月 - 第一大学区第10中学区第74番小学八幡小学舎として開校。この日を創立記念日とする。
- 1875年（明治8年） - 第一大学区第10中学区第74番小学八幡小学校に改称。
- 1879年（明治12年）5月 - 八幡久里浜438番地に移転。
- 1884年（明治17年）5月 - 内川小学校を併合し、八幡内川学校に改称。
- 1892年（明治25年）5月 - 尋常久里浜小学校に改称。
- 1906年（明治39年）
  - 4月1日 - 佐原学校を併合。
  - 9月 - 尋常高等久里浜小学校に改称。
- 1923年（大正12年）
  - 4月 - 久里浜尋常高等小学校に改称。
  - 9月1日 - 12時頃に発生した関東大震災により、校舎のほとんどが倒壊した。
- 1937年（昭和12年）4月1日 - 久里浜村が横須賀市に編入されたため、横須賀市久里浜尋常小学校に改称。
- 1941年（昭和16年）4月1日 - 国民学校令により、横須賀市久里浜国民学校に改称。
- 1944年（昭和19年）8月 - 戦局の悪化により、3年生以上の初等科児童が愛甲郡三田村に学童集団疎開。
- 1947年（昭和22年）4月1日 - 学校教育法により、横須賀市立久里浜小学校に改称。
- 1948年（昭和23年）1月 - 内川新田1880番地（現在地）の旧海軍工作学校の一部に移転。
- 1960年（昭和35年）
  - 4月 - 横須賀市立明浜小学校が分離独立。
  - 7月 - 新校舎8教室完成し、落成式挙行。
- 1970年（昭和45年）
  - 1月 - 鉄筋校舎9教室増築竣工。
  - 3月 - 鉄筋校舎12教室、前記の西側に接続して増築。
- 1973年（昭和48年）6月 - 創立100周年。
- 1974年（昭和49年）3月 - 第1校舎西側解体。旧校舎解体プレハブ3教室を移動。
- 1976年（昭和51年）1月 - 9教室・資料室・渡り廊下等増築。
- 1977年（昭和52年）1月 - 体育館の改築。
- 1978年（昭和53年）3月 - 鉄筋校舎3階建2教室・職員室・理科室・家庭科室・図工室・音楽室増築。木造校舎（旧兵舎）の鉄筋校舎改築最終工事完成。
- 1979年（昭和54年）
  - 2月 - 12基の散水器を校庭に新設。
  - 4月 - 横須賀市立神明小学校開校により、久里浜7～9丁目児童が、明浜小学校に移る。
- 1980年（昭和55年）
  - 6月 - 木造校舎解体、全部鉄筋校舎となり、校庭が広くなる。
  - 7月 - アルミ板製プール完成。
- 1982年（昭和57年）8月 - 焼却炉設置。全教室のテレビをカラー化する。
- 1983年（昭和58年）
  - 2月 - 藤棚完成。
  - 3月 - 運梯完成。
  - 6月 - 創立110周年記念として「久里浜小学校のあゆみ」を刊行。
  - 9月 - 給食室改造工事竣工。
- 1984年（昭和59年）
  - 3月 - 校庭整備工事完成。
  - 11月 - 落葉集積所完成。
- 1985年（昭和60年）
  - 6月 - 中庭に砂場・観察池・学級園・流水実験装置完成。中庭をアスファルト舗装化。
  - 10月 - 小動物飼育小屋完成。
- 1986年（昭和61年）
  - 2月 - アスレチック1基完成。体育倉庫増設。
  - 10月 - 北校舎第1期工事・便所（東側）を改装。
- 1988年（昭和63年）12月 - 北校舎教室に黒板灯を設置、室内灯の増設。黒板を磁石黒板に替える。
- 1990年（平成2年）3月 - 南校舎教室の黒板が磁石黒板になる。校庭遊具（コンビネーション、チェーンネット)を設置。図画工作科用焼窯庫を設置。
- 1991年（平成3年）3月 - 被服室完成。
- 1992年（平成4年）3月 - 特別活動室完成。
- 1993年（平成5年）2月 - 百葉箱新設。
- 1995年（平成7年）10月 - 運動場に鉄棒一連を、保健室前に足洗い場を、それぞれ設置。
- 1996年（平成8年）11月 - 緑化計画によるフェンスグリーンアップ工事。
- 1997年（平成9年）
  - 3月 - 新体育倉庫竣工。
  - 8月 - 給食室全面改修工事及び配膳室改修工事完了。
  - 11月 - 北校舎西側便所改修工事完了。
- 2003年（平成15年）6月 - 創立130周年記念。
- 2004年（平成16年） - 耐震工事完了。
- 2008年（平成20年） - 校内LAN設置。
- 2009年（平成21年） - 特別支援学級設置。
- 2010年（平成22年）
  - 4月 - 同校のイチョウが景観重要樹木に指定される[1]。
  - 時期不明 - 校庭改修工事実施。
- 2013年（平成25年） - 創立140周年記念として「祝う会」開催。
- 2014年（平成26年） - 北校舎外壁工事完了。
- 2015年（平成27年） - 南校舎2階および北校舎3階廊下補修工事完了。

## 通学区域
2022年度は以下の通りである。
- 久里浜台
- 長瀬
- 久比里
- 若宮台
- 舟倉1丁目
- 久里浜6丁目（7番、11番～14番を除く）、7丁目の内1番、2番

また、以下の地域は他校の通学区域であるが、久里浜小学校に通うことができる。
- 吉井1丁目（10～14番を除く）、2丁目1～4番、7番、8番
- 舟倉2丁目
- 光風台7番（3号～7号を除く）、8番、9番、10番1号～13号、11番、12番（1号、2号を除く）

## 進学先中学校
この学校の通学区域の内、久里浜台、久比里、若宮台、舟倉1丁目は横須賀市立久里浜中学校、それ以外は横須賀市立神明中学校である。
また、公立学校選択制により、以下の学校を選択できる。
- 久里浜中学校が通学区域の地域
  - 横須賀市立岩戸中学校
  - 横須賀市立神明中学校
  - 横須賀市立野比中学校
  - 横須賀市立北下浦中学校
  - 横須賀市立長沢中学校
  - 横須賀市立公郷中学校
  - 横須賀市立大矢部中学校
  - 横須賀市立大津中学校
- 神明中学校が通学区域の地域
  - 横須賀市立岩戸中学校
  - 横須賀市立久里浜中学校
  - 横須賀市立野比中学校
  - 横須賀市立北下浦中学校
  - 横須賀市立長沢中学校

## 周辺施設
- 横須賀市立横須賀総合高等学校
- 横須賀市立明浜小学校

## 交通
- 京浜急行電鉄 久里浜線 京急久里浜駅より徒歩7分
- 京浜急行バス総合高校バス停より徒歩3分

## 出身者
- Den、たいこー（お笑いトリオリンダカラー∞）